# Уэддерберн, Александр, 1-й граф Росслин
Александр Уэддерберн, 1-й граф Росслин (англ. Alexander Wedderburn, 1st Earl of Rosslyn; 3 февраля 1733 — 2 января 1805) — шотландский юрист и политик. Заседал в Палате общин в 1761—1774, 1778—1780 годах, в 1780 году получил титул барона Лафборо. С 1793 по 1801 год занимал должность лорда-канцлера Великобритании.

## Происхождение и образование
Родился 3 февраля 1733 года в Честерхолле, Ист-Лотиан, Шотландия. Старший сын юриста Питера Уэддерберна, лорда Честерхолла (ок. 1700—1756), и Джанет Огилви (? — 1771).
Он получил начальное образование в Далките, а затем в Королевской средней школе в Эдинбурге и поступил в Эдинбургский университет в возрасте 14 лет. Он получил квалификацию адвоката, служившего в Шотландии в 1752 году, когда ему было всего 19 лет. Он не сходился во взглядах с другими в судах и однажды почувствовал себя настолько оскорбленным комментариями о своем возрасте, что сбросил мантию и больше никогда не появлялся в шотландском суде. Вместо этого он прошел английскую коллегию адвокатов и отправился на практику в Англию, выступая в качестве советника 1-го барона Клайва.
Его отец был призван на шотландскую коллегию юстиции в 1755 году, и в течение следующих трех лет Уэддерберн вернулся в Эдинбург, где он использовал свои ораторские способности на Генеральной ассамблее Шотландской церкви и проводил вечера в общественных и дискуссионных клубах.
В 1755 году был выпущен предшественник более позднего «Эдинбургского обозрения», и Александр Уэддерберн редактировал два его выпуска. Декан факультета Александр Локхарт (позже лорд Ковингтон), юрист, известный своим резким поведением, осенью 1757 года напал на Уэддерберна с более чем обычной дерзостью. Уэддерберн ответил с необычайной силой оскорблений и, получив упрек со стороны коллегии, отказался извиниться за свои слова. Вместо этого он навсегда покинул суд.

## Юридическая карьера
Александра Уэддерберна вызвали в английскую коллегию адвокатов в Иннер-Темпл в 1757 году. Чтобы избавиться от шотландского акцента и улучшить свое ораторское искусство, он воспользовался услугами Томаса Шеридана и Чарльза Маклина. Он изучал формы английского права, чтобы обеспечить безопасность бизнеса и вести дела с соответствующими знаниями. Он уговорил издателя Уильяма Страхана трудоустроить его на городские дела, и вступил в общение с занятыми лондонскими адвокатами. Его местные связи и происшествия из его предыдущей карьеры привлекли к нему внимание его соотечественников лорда Бьюта и лорда Мэнсфилда.
Когда лорд Бьют был премьер-министром Великобритании, Александр Уэддерберн выполнял его поручения, и надо отдать должное Уэддерберну в том, что он первым предложил премьеру уместность предоставления пенсии поэту Сэмюэлу Джонсону.
Благодаря благосклонности лорда Бьюта он был избран в Палату общин Великобритании от Эр-Бурга в 1761 году. В 1763 году он стал королевским советником и членом коллегии Линкольнс-Инн и на короткое время отправился в северные округа, но добился большего успеха в ведении бизнеса в канцлерском суде.

## Политическая карьера

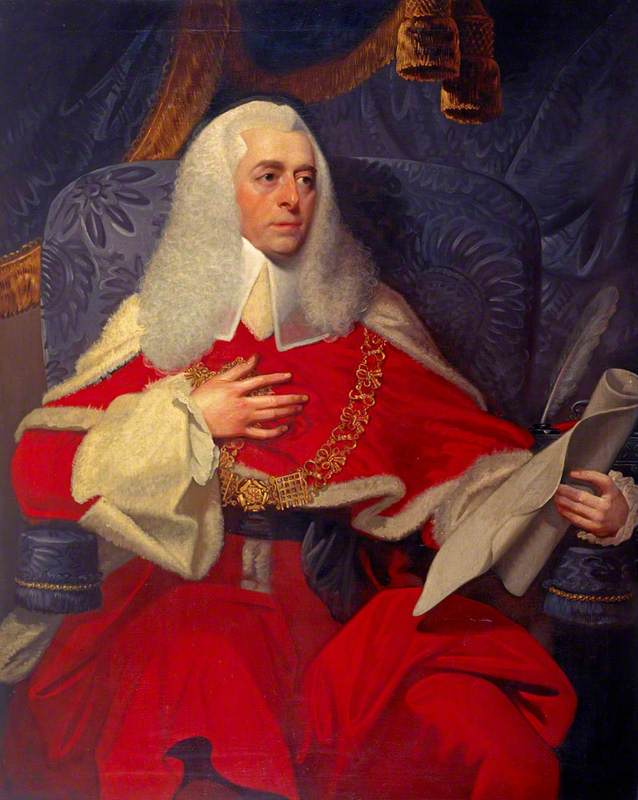
Лорд Лафборо, главный судья по общим делам

Александр Уиддерберн заседал в Палате общин от Ричмонда (1768—1769) и Бишопс-Касла в Шропшире (1770—1774, 1778—1780). В январе 1771 года он был назначен генеральным солиситором Англии и Уэльса.
Во время американской войны за независимость Александр Уэддерберн постоянно выступал против восставших колоний. В июне 1778 года он получил должность генерального прокурора Англии и Уэльса, но в том же году отказался от титула главного барона казначейства. В июне 1780 года он был назначен главным судьей по общим делам с титулом барона Лафборо.
В составе правительства Уильяма Питта Младшего Александр Уэддерберн занимал посты лорда-стюарда (1793—1795) и лорда-верховного канцлера Великобритании (1793—1801). Отставка Питта по вопросу об эмансипации католиков (1801 г.) положила конец пребыванию Уэддерберна на посту лорда-канцлера. Друзья Питта считали, что он виновен в предательстве в вопросе эмансипации; и даже король, который использовал барона Лафборо в качестве шпиона в кабинете министров, позже заметил, что его смерть устранила «величайшего мошенника в королевстве».

## Браки и поздняя жизнь
31 декабря 1767 года он женился первым браком на Бетти Энн Доусон (? — 15 февраля 1781), единственной дочери и наследнице Джона Доусона из Марли, Йоркшир, которая принесла ему значительное богатство. Первый брак был бездетным.
12 сентября 1782 года Александр Уэддерберн женился вторым браком на достопочтенной Шарлотте Куртенэ (? — 1826), старшей дочери Уильям Куртенэ, 1-го виконта Куртенэ (1709—1762), и леди Фрэнсис Финч (1720—1761). Их единственный сын умер в детстве. Поэтому Александр Уэддерберн добился в 1795 году повторного предоставления ему титула барона Лафборо с правом наследования для его племянника, сэра Джеймса Сент-Клера Эрскина. Окончание его пребывания на посту лорда-канцлера в 1801 году было смягчено предоставлением графства (21 апреля 1801 года для него был создан титул барона Росслина с правом наследования для его племянника) и пенсией в размере 4000 фунтов стерлингов в год. Он был избран членом Королевского общества в 1787 году и принял должность почетного вице-президента лондонской благотворительной больницы для подкидышей в 1799 году.
Он присутствовал на праздничном собрании во Фрогморе в декабре 1804 года. На следующий день его схватил приступ подагры в желудке, а 2 января 1805 года он умер от апоплексического удара в его загородной резиденции Бейлис-хаус, недалеко от Солт-Хилла, Виндзор. Он был похоронен в соборе Святого Павла 11 января 1805 года.